# Kristián Brunšvický
Kristián mladší Brunšvický (20. září 1599 – 16. června 1626), zvaný der tolle Halberstädter, toller Christian nebo der wilde Herzog (divoký vévoda), byl halberstadtský luterský biskup, vévoda brunšvicko-wolfenbüttelský. Přestože zemřel v mladém věku, proslavil se jako jeden z nejkrutějších vojevůdců ve třicetileté válce.

## Život

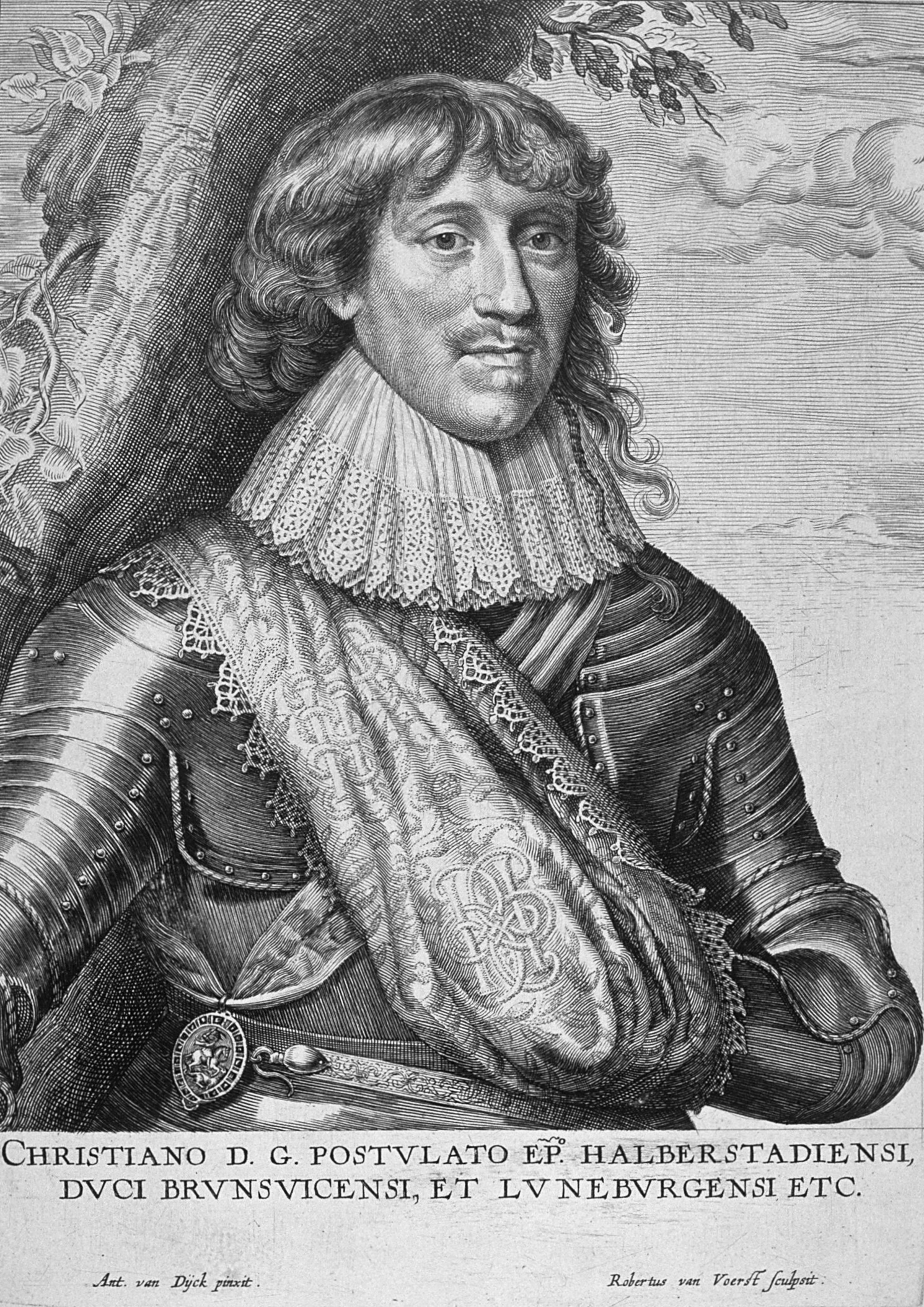
Vévoda Kristián s insigniemi Podvazkového řádu a s amputovanou rukou

Kristián se narodil v Göringenu jako třetí syn vévody Jindřicha Julia. Roku 1616 byl zvolen biskupem v Halberstadtě, ale tuto volbu nepotvrdil císař. Vedle toho byl zvolen roku 1617 proboštem v Brunšviku. Po bitvě na Bílé Hoře se dal do služeb Fridricha Falckého, jehož manželku Alžbětu po středověkém způsobu blouznivě zbožňoval, a najal roku 1621 vojsko v síle asi 15 000 mužů, s nímž vytrhl na jih k Falci. Ale protože byl v kurfiřtství mohučském odražen od vojska ligistického, obrátil se proti bohatým vestfálským biskupstvím a strašlivě je zpustošil.
V Paderbornu dal roztavit stříbrné sošky sv. Liboria a 12 apoštolů (s posměšnou narážkou na slova Písma: „Jděte do celého světa“) na peníze, tzv. Pfaffentaler, jež nesou na jedné straně nápis: Tout avec Dieu na druhé Gottes Freundt, der Pfaffen Feindt. Potom odtáhl na jih, ale byl od Tillyho u Höchstu (20. června 1622) poražen a zachránil se do Alsaska se zbytky svého vojska, kde se spojil s Mansfeldem.
Jelikož Fridrich Falcký, který se dal do jednání s císařem, propustil oba ze svých služeb, dali se najmout od Holanďanů a otevřevši si vítězstvím nad oddílem Španělů u Fleurus (29. srpna) cestu, přitrhli k Mořici Oranžskému. V bitvě té přišel Kristián o levou ruku, i dal si přidělat stříbrnou. Počátkem roku 1623 opustili oba služby Hollanďanů; Kristián vtrhl s 8000 muži do Dolního Saska a složil, aby mohl volněji si počínat, správu biskupství halberstadtského; byl však 6. srpna 1623 od Tillyho u Stadtlohnu na hlavu poražen a vstoupil zase na 3 měsíce do nizozemských služeb. V roce 1624 se z něho stal rytíř Podvazkového řádu.
Nedostatek peněz a podpory jej přinutil brzy potom vojsko rozpustit, ale nové pole činnosti se mu otevřelo, když Anglie a Francie rázněji se počaly ujímat věcí německých protestantů. Kristián se proto odebral s Mansfeldem do Anglie a oba se vypravili v únoru 1625 s anglickou podporou a francouzskou Nizozemím do Vestfálska, aby vstoupili koncem roku 1625 do služeb dánského krále Kristiána IV., jenž právě tou dobou počal ve spolku se stavy dolnosaskými na severu válku proti císaři. Kristián se vrhl s novým úsilím do boje a pronikl dvakrát až do Hesenska, ale namáhání tělesné a rány v bitvách utržené podlomily jeho zdraví. Zemřel v červnu 1626 na vysokou horečku ve Wolfenbüttelu.

## Význam
Nelze upřít, že v Kristiánovi bylo cosi rytířského ve smyslu středověkém, ale celkem byl až na to, že nezištně a vytrvale šel za jedním cílem, totiž prospět utiskovaným protestantům, přece jen drsný a divoký voják, jemuž se válka stala řemeslem a jenž bojuje zčásti jen pro boj samotný. Sveřepé řádění, jehož se dopouštěl se svým lidem stejně v krajinách protestantských jako katolických, zkalilo jeho památku i u souvěrců. A proto není přízvisko tolle (zuřivý) nikterak nepřípadné.
Během listopadu 1621 vzkázal Kristián (zvaný též z Halberstadtu) obráncům Amöneburgu: „Doneslo se nám, že se chystáte postavit na hradby stráž vybavenou dalekohledem, tím holandským vynálezem od ďábla, kterým můžete sledovat pohyb našich vojsk, kdyby se chtěla k vašemu městu přiblížit. Tento váš úmysl považuji za ohrožení bezpečnosti mého vojště, a jestli si ten dalekohled pořídíte, uličníci, vezmu město sichrlišwirkliš útokem.“
Kristián z Halberstadtu nakonec město Amöneburg 2. prosince 1621 dobyl a vyplenil, aniž v tom hrál zmíněný dalekohled nějakou roli.

## Vývod z předků
|                     |                                       |  |                    |                                     |  |  |  |  |  |  |  | Jindřich IV. Brunšvicko-Lüneburský |
|                     |                                       |  |                    |                                     |  |  |  |  |  |  |  |                                    |
|                     | Jindřich V. Brunšvicko-Lüneburský     |  |                    |                                     |  |  |  |  |  |  |  |                                    |
|                     |                                       |  |                    |                                     |  |  |  |  |  |  |  |                                    |
|                     |                                       |  |                    | Kateřina Pomořanská                 |  |  |  |  |  |  |  |                                    |
|                     |                                       |  |                    |                                     |  |  |  |  |  |  |  |                                    |
|                     | Julius Brunšvicko-Lüneburský          |  |                    |                                     |  |  |  |  |  |  |  |                                    |
|                     |                                       |  |                    |                                     |  |  |  |  |  |  |  |                                    |
|                     |                                       |  |                    | Jindřich Württemberský              |  |  |  |  |  |  |  |                                    |
|                     |                                       |  |                    |                                     |  |  |  |  |  |  |  |                                    |
|                     | Marie Württemberská                   |  |                    |                                     |  |  |  |  |  |  |  |                                    |
|                     |                                       |  |                    |                                     |  |  |  |  |  |  |  |                                    |
|                     |                                       |  |                    | Eva ze Salmu                        |  |  |  |  |  |  |  |                                    |
|                     |                                       |  |                    |                                     |  |  |  |  |  |  |  |                                    |
|                     | Jindřich Julius Brunšvicko-Lüneburský |  |                    |                                     |  |  |  |  |  |  |  |                                    |
|                     |                                       |  |                    |                                     |  |  |  |  |  |  |  |                                    |
|                     |                                       |  |                    | Jáchym I. Nestor Braniborský        |  |  |  |  |  |  |  |                                    |
|                     |                                       |  |                    |                                     |  |  |  |  |  |  |  |                                    |
|                     | Jáchym II. Hektor Braniborský         |  |                    |                                     |  |  |  |  |  |  |  |                                    |
|                     |                                       |  |                    |                                     |  |  |  |  |  |  |  |                                    |
|                     |                                       |  |                    | Alžběta Dánská                      |  |  |  |  |  |  |  |                                    |
|                     |                                       |  |                    |                                     |  |  |  |  |  |  |  |                                    |
|                     | Hedvika Braniborská                   |  |                    |                                     |  |  |  |  |  |  |  |                                    |
|                     |                                       |  |                    |                                     |  |  |  |  |  |  |  |                                    |
|                     |                                       |  |                    | Zikmund I. Starý                    |  |  |  |  |  |  |  |                                    |
|                     |                                       |  |                    |                                     |  |  |  |  |  |  |  |                                    |
|                     | Hedvika Jagellonská                   |  |                    |                                     |  |  |  |  |  |  |  |                                    |
|                     |                                       |  |                    |                                     |  |  |  |  |  |  |  |                                    |
|                     |                                       |  |                    | Barbora Zápolská                    |  |  |  |  |  |  |  |                                    |
|                     |                                       |  |                    |                                     |  |  |  |  |  |  |  |                                    |
| Kristián Brunšvický |                                       |  |                    |                                     |  |  |  |  |  |  |  |                                    |
|                     |                                       |  |                    |                                     |  |  |  |  |  |  |  |                                    |
|                     |                                       |  | Frederik I. Dánský |                                     |  |  |  |  |  |  |  |                                    |
|                     |                                       |  |                    |                                     |  |  |  |  |  |  |  |                                    |
|                     | Kristián III. Dánský                  |  |                    |                                     |  |  |  |  |  |  |  |                                    |
|                     |                                       |  |                    |                                     |  |  |  |  |  |  |  |                                    |
|                     |                                       |  |                    | Anna Braniborská                    |  |  |  |  |  |  |  |                                    |
|                     |                                       |  |                    |                                     |  |  |  |  |  |  |  |                                    |
|                     | Frederik II. Dánský                   |  |                    |                                     |  |  |  |  |  |  |  |                                    |
|                     |                                       |  |                    |                                     |  |  |  |  |  |  |  |                                    |
|                     |                                       |  |                    | Magnus I. Sasko-Lauenburský         |  |  |  |  |  |  |  |                                    |
|                     |                                       |  |                    |                                     |  |  |  |  |  |  |  |                                    |
|                     | Dorotea Sasko-Lauenburská             |  |                    |                                     |  |  |  |  |  |  |  |                                    |
|                     |                                       |  |                    |                                     |  |  |  |  |  |  |  |                                    |
|                     |                                       |  |                    | Kateřina Brunšvicko-Wolfenbüttelská |  |  |  |  |  |  |  |                                    |
|                     |                                       |  |                    |                                     |  |  |  |  |  |  |  |                                    |
|                     | Alžběta Dánská                        |  |                    |                                     |  |  |  |  |  |  |  |                                    |
|                     |                                       |  |                    |                                     |  |  |  |  |  |  |  |                                    |
|                     |                                       |  |                    | Albrecht VII. Meklenburský          |  |  |  |  |  |  |  |                                    |
|                     |                                       |  |                    |                                     |  |  |  |  |  |  |  |                                    |
|                     | Oldřich III. Meklenburský             |  |                    |                                     |  |  |  |  |  |  |  |                                    |
|                     |                                       |  |                    |                                     |  |  |  |  |  |  |  |                                    |
|                     |                                       |  |                    | Anna Braniborská                    |  |  |  |  |  |  |  |                                    |
|                     |                                       |  |                    |                                     |  |  |  |  |  |  |  |                                    |
|                     | Žofie Meklenburská                    |  |                    |                                     |  |  |  |  |  |  |  |                                    |
|                     |                                       |  |                    |                                     |  |  |  |  |  |  |  |                                    |
|                     |                                       |  |                    | Frederik I. Dánský                  |  |  |  |  |  |  |  |                                    |
|                     |                                       |  |                    |                                     |  |  |  |  |  |  |  |                                    |
|                     | Alžběta Dánská                        |  |                    |                                     |  |  |  |  |  |  |  |                                    |
|                     |                                       |  |                    |                                     |  |  |  |  |  |  |  |                                    |
|                     |                                       |  |                    | Žofie Pomořanská                    |  |  |  |  |  |  |  |                                    |
|                     |                                       |  |                    |                                     |  |  |  |  |  |  |  |                                    |